# 戈魯亞鄉
45°11′N 21°47′E / 45.183°N 21.783°E
戈魯亞鄉（羅馬尼亞語：Comuna Goruia, Caraș-Severin），是羅馬尼亞的鄉份，位於該國西南部，由卡拉什-塞維林縣負責管轄，面積62平方公里，海拔高度192米，2007年人口901，人口密度每平方公里14人。